# Rio Nunez
Der Rio Nunez ist ein Fluss in der Region Boké von Guinea, der als Tiguilinta im Hochland Fouta Djallon entspringt, die Provinzhauptstadt Boké durchfließt und bei Kanfarandé in den Atlantischen Ozean fließt. An seinen Ufern leben die Völker der Baga und Nalu, die vom Export von Erdnüssen bzw. Kautschuk leben.

## Rio-Nunez-Zwischenfall
Der belgische König Leopold I. hatte 1844 über den Geschäftsmann Abraham Cohen von einem Häuptling ein Areal am Rio Nunez erworben, das Gebiet jedoch wegen britischer Einsprüche nicht formal in Besitz nehmen können, so dass sich dort niemals belgische Siedler niederlassen konnten. In den durch den Handel zwischen den Briten und den Fulbe-Häuptlingen entstandenen Konflikt der Stämme untereinander sowie mit Europäern und Sklavenhändlern griffen 1849 gemeinsam je ein französisches und ein belgisches Kriegsschiff ein, beschossen einen britischen Handelsposten und landeten einige Marinesoldaten. Ihr Eingreifen untergrub die britische Machtposition in der Region nachhaltig.
Dieser Rio-Nunez-Zwischenfall wurde in der britischen, französischen und belgischen Öffentlichkeit heftig diskutiert und führte zu parlamentarischen Untersuchungen (Rio-Nunez-Affäre), in deren Folge Leopold 1854 seine Ansprüche und somit die geplante belgische Koloniegründung aufgab. Britische Forderungen nach französischen Entschädigungszahlungen blieben erfolglos. Ab 1860 setzte sich Frankreich an der Mündung und den Ufern des Flusses fest, besetzte 1878 Boké und eroberte bis 1895 schließlich ganz Fouta Djallon.